# Перейра, Фернанда
Фернанда Габриэла Перейра (исп. Fernanda Gabriela Pereyra; род. 30 июня 1991, Сан-Хуан) — аргентинская пляжная волейболистка, участница Олимпийских игр 2020 года.

## Карьера
Летом 2019 года дебютировала на чемпионате мира 2019 года, где она играла в паре с Аной Гальяй; заняв третье место в группе, аргентинки вышли в 1/16 финала, в которой проиграли дуэту из Италии и покинули турнир. В том же году на Панамериканских играх Перейра играла в паре с Аной Гальяй, вместе с которой они на турнире завоевали серебряные медали.
На летних Олимпийских играх 2020 года играла в паре с Гальяй, но турнир сложился для них неудачным; проиграв три матча на групповом этапе они выбыли из борьбы за медали.